# Sutech
| s | t · S | C7 |

| s | t · S | C7 |

| z · t · X | C7 |

| z · t · X | C7 |

| sw | W | t · x | E20 | A40 |

| sw | W | t · x | E20 | A40 |

| E20 | \| \| | E21 |
|     |       |     |

|  |

| E20 | \| \| | E21 |
|     |       |     |

|  |

Sutech nebo také Set či Seth nebo Seteš byl egyptský bůh, bratr boha Usira (též Usireva nebo řecky Osirise). Usir byl bohem plodnosti a úrody, pod vládou jeho bratra byly neúrodné pouště.
Sutech byl bohem pouště, moře a bouře, případně války, temnoty a rovněž pán chaosu. Byl však taky ochranným bohem Horního Egypta. V nejstarších dobách egyptské historie byl dokonce uctíván jako vítěz nad hadem Apopem a spojenec slunečního boha Re.

## Zobrazování
Bývá zobrazován jako štíhlý muž v bederní roušce s hlavou svého posvátného zvířete, které však dodnes nebylo jednoznačně identifikováno. Jako možná identita tohoto zvířete byla nabízena hyena, fenek, okapi, divoký osel núbijský nebo hrabáč, případně jakýsi hybrid se znaky více těchto zvířat.
Nejpravděpodobnější možností je však pes hyenovitý, který se v Egyptě vyskytoval na počátku historického období, ale během 2. tisíciletí př. n. l. patrně vyhynul nebo byl vyhuben. Na Sutechově hieroglyfickém ideogramu je zobrazen jednoznačně sedící nebo ležící pes hyenovitý. Tato šelma měla dlouho pověst krutého a obávaného zvířete, odpovídající Sutechovu charakteru. Psi hyenovití loví ve smečkách, často i kořist mnohem větší než jsou sami. Svou oběť usmrcují roztržením břicha a vyrváním vnitřností, často začínají žrát dřív než je kořist mrtvá. Na pozorovatele proto pohled na jejich lov působí velmi drasticky. Příběh o zabití a roztrhání Usíra Sutechem tomuto obrazu dobře odpovídá.

## Boj mezi bratry a Sutechova porážka
Sutech samozřejmě Usireovi záviděl jeho lepší panství a rozhodl se, že se mu pomstí. Pozval ho k sobě na hostinu a v nečekané chvíli ho nechal chytit, spoutat a zabít. Jeho tělo pak roztrhal na několik kusů a ty rozházel po celém Egyptě. Existuje i mýtus, který říká, že Sutech svého bratra Usireva umístil do truhly a vhodil do Nilu, kde se Usir utopil.
Sutech byl potom za svůj zločin potrestán Usirovým synem, bohem Horem, který se s ním utkal v boji o trůn Egypta. Souboj a vítězství slunečního boha nad vládcem chaosu je symbolem věčného boje světla a temnoty, řádu a chaosu, dne a noci a je jedním z nejstarších symbolů náboženského dualismu.